# NGC 1808
NGC 1808 (другие обозначения — ESO 305-8, MCG −6-12-5, AM 0505-373, IRAS05059-3734, PGC 16779) — спиральная галактика с перемычкой (SBa) в созвездии Голубь.
Этот объект входит в число перечисленных в оригинальной редакции «Нового общего каталога».
В галактике вспыхнула сверхновая SN 1993af типа Ia. Её пиковая видимая звёздная величина составила 17.